# Art Webster
Pour les articles homonymes, voir Webster.
Arthur Victor Webster  est un ancien homme politique (yukonnais) canadien. Il est un ancien député qui représentante de la circonscription électorale de Klondike de 1985 à 1992 à l'Assemblée législative du Yukon. Il est un membre du Nouveau Parti démocratique du Yukon.
Il fut défait par David Millar du Parti du Yukon lors de l'élection territoriale du 19 octobre 1992. Quatre ans plus tard, il devient maire de Dawson City en 1994 jusqu'à ses fonctions en 1996.